# Thatcher (Arizona)
Thatcher é uma vila localizada no estado americano do Arizona, no condado de Graham. Foi incorporada em 1899.

## Geografia
De acordo com o United States Census Bureau, a vila tem uma área de 17,4 km², onde 17,3 km² estão cobertos por terra e 0,1 km² por água.

### Localidades na vizinhança
O diagrama seguinte representa as localidades num raio de 56 km ao redor de Thatcher.

## Demografia
Segundo o censo nacional de 2010, a sua população é de 4 865 habitantes e sua densidade populacional é de 279,9 hab/km². Possui 1 840 residências, que resulta em uma densidade de 105,9 residências/km².